# دستگاه خود را بیاورید

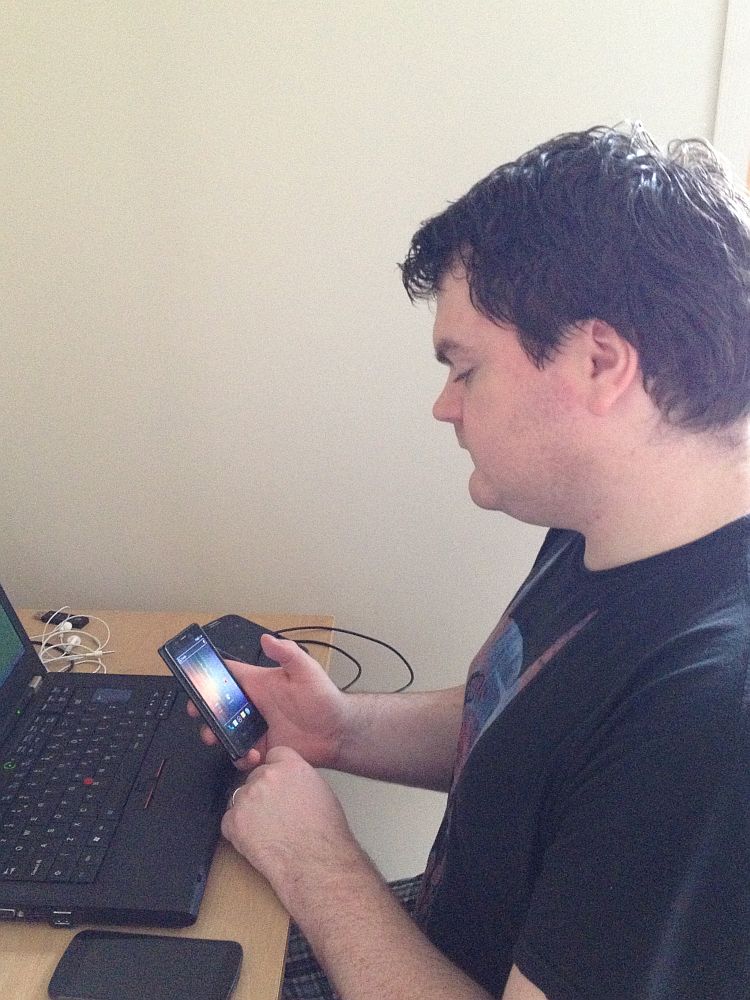
یک کاربر گوشی اندروید که دستگاه خودش را آورده است

دستگاه خود را بیاورید (یا همان bring your own device)byod)) که به نام‌های «فناوری خود را بیاورید»، «تلفن خود را بیاورید» و «کامپیوتر شخصی خود را بیاورید» شناخته می‌شود به سیاست کارکنان اشاره دارد که برای آوردن دستگاه شخصی خود (لپ تاپ و تبلت و تلفن هوشمند) به محل کارشان است.
تا از این دستگاه‌ها برای دسترسی به اطلاعات و برنامه‌های کاربردی مورد شرکت استفاده کنند این پدیده معمولاً به عنوان مصرف‌کننده ئ فناوری شناخته می‌شود.
BYOD در کشورهای جهان کسب و کار جالب توجه است و حدود ۷۵٪ از کارکنان در بازارهای رشد بالا مانند برزیل و روسیه و ۴۴٪ در بازارهای توسعه یافته از تکنولوژی خود در حال کار استفاده می‌کنند.
نظرسنجی‌ها نشان داده‌اند که کسب و کار قادر به متوقف کردن کارکنان از آوردن وسایل شخصی به محل کار نیست 
تحقیق بر مزایا تقسیم شده‌است. یک نظرسنجی نشان می‌دهد حدود ۹۵ درصد از کارکنان اعلام کرده‌اند که از حداقل یک دستگاه شخصی برای کار استفاده می‌کنند.

## تاریخچه
این اصطلاح در ابتدا توسط یک سرویس دهندهٔ voip به نام broadvoice مورد استفاده قرار گرفت.
در سال ۲۰۰۴ (در ابتدا برای AstriCon، اما سپس به عنوان یک بخش اصلی از مدل کسب و کار ادامه داد) با یک سرویس اجازه داد که کسب و کار خود را به دستگاه خود را برای یک مدل ارائه دهنده خدمات باز است. در سال ۲۰۰۹، با استفاده از اینتل، هنگامی که در میان کارمندان خود به منظور افزایش کارایی خود (یعنی گوشی‌های هوشمند، رایانه‌های لوحی و تبلت) خود را برای کار و اتصال آنها به شبکه‌های شرکتی، بجای استفاده از کلمه BYOD به کار خود استفاده کرد.
با این حال، تا اوایل ۲۰۱۱ طول کشید تا قبل از اینکه این واژه به هر برجستگی بزرگی دست یابد هنگامی که ارایه‌دهنده خدمات IT Unisys و نرم‌افزار Citrix Systems شروع به به اشتراک گذاشتن تصورات خود از این گرایش نوظهور کردند. BYOD به عنوان ویژگی " شرکت مصرف‌کننده " شناخته شده‌است که در آن شرکت‌ها با مصرف‌کنندگان ترکیب می‌شوند.
این یک برگشت‌پذیری است که در آن کسب و کارها به عنوان نیروی محرک پشت نوآوری‌های تکنولوژی مصرف‌کننده و گرایش‌ها استفاده می‌شود.
کمیسیون فرصت استخدام برابر آمریکا در سال ۲۰۱۲ سیاست BYOD را تصویب کرد، اما بسیاری از کارکنان به دلیل نگرانی‌های مربوط به صدور قبض و فقدان وسایل جایگزین، به استفاده از BlackBerrysهای منتشره از سوی دولت ادامه دادند 

## گرایش‌های جدید
تکثیر دستگاه‌هایی مانند تبلت و گوشی‌های هوشمند، که امروزه توسط بسیاری از مردم در زندگی روزمره مورد استفاده قرار می‌گیرد، منجر به تعدادی از شرکت‌ها، مانند آی بی آی، شده‌است تا به کارکنان امکان دهد تا وسایل خود را به کار ببرند، به دلیل دستاوردهای بهره‌وری و صرفه‌جویی در هزینه‌ها.
این ایده در ابتدا به دلیل نگرانی‌های امنیتی رد شد اما شرکت‌های بیشتری در حال حاضر به دنبال کردن سیاست‌های BYOD هستند، با ۹۵ درصد از پاسخ دهندگان به یک نظرسنجی BYOD توسط سیسکو مبنی بر اینکه آن‌ها از قبل از BYOD پشتیبانی کرده‌اند یا حداقل در نظر دارند از آن حمایت کنند.
مطالعه اخیر انجام‌شده توسط مدیر ارشد فناوری اطلاعات در مورد BYODها و اطلاع از این مطلب که ترکیب یک فرهنگ BYOD می‌تواند بهره‌وری را تا ۱۶ ٪ در طول یک هفته ۴۰ ساعته افزایش دهد.
این گرایش جدید همچنین مانع از حفظ مستمر فناوری اطلاعات در بازار می‌شود که در سال‌های اخیر به یک چالش پیچیده و مداوم تبدیل شده‌است.

## محبوبیت
خاورمیانه یکی از بالاترین نرخ پذیرش (حدود ۸۰ ٪) از این روش در سراسر جهان در سال ۲۰۱۲ است
طبق تحقیقات Logicalis، بازارهای رشد بالا (از جمله برزیل، روسیه، هند، امارات‌متحده‌عربی و مالزی) تمایل بسیار بالاتری برای استفاده از دستگاه خود در محل کار نشان می‌دهند. تقریباً ۷۵ ٪ از کاربران در این کشورها این کار را انجام دادند، در حالی که در بازارهای توسعه‌یافته بیش از ۴۴ درصد.
در انگلستان، بررسی چشم‌انداز کارکنان CIPD در سال ۲۰۱۳ تغییرات عمده در شیوع BYOD را نشان داد.

## مزایا
برخی گزارش‌ها دستاوردهای بهره‌وری کارکنان را نشان داده‌اند.
شرکت‌هایی مانند شرکت Workspot معتقد هستند که BYOD ممکن است به کارمندان کمک کند تا مفیدتر باشند.

دیگران می‌گویند که با استفاده از وسایل خود روحیه و راحتی کارمندان را افزایش می‌دهد و باعث می‌شود که این شرکت به یک کارفرما انعطاف‌پذیر و جذاب نگاه کند.
بسیاری احساس می‌کنند که BYOD می‌تواند وسیله‌ای برای جذب استخدام‌های جدید باشد، با اشاره به یک نظرسنجی که نشان می‌دهد ۴۴ درصد از جویندگان کار به‌طور مثبت سازمان را در صورتی که از دستگاه خودشان پشتیبانی می‌کند، می‌بینند.
برخی صنایع سریع‌تر از بقیه در حال اتخاذ BYOD هستند. مطالعه اخیر شرکت سیسکو (BYOD practices) اظهار داشت که صنعت آموزش و پرورش دارای بیش‌ترین درصد افرادی است که از BYOD برای کار در ۹۵٫۲۵. استفاده می‌کنند.
یک مطالعه شرکت IBM می‌گوید که ۸۲ ٪ از کارکنان فکر می‌کنند که گوشی‌های هوشمند نقش مهمی در کسب‌وکار ایفا می‌کنند. این مطالعه همچنین مزایای of شامل افزایش بهره‌وری، رضایت کارمندان و صرفه‌جویی هزینه برای شرکت را نشان می‌دهد. افزایش بهره‌وری ناشی از یک کاربر است که با وسایل شخصی خود راحت‌تر است؛ یک کاربر متخصص در حال هدایت بر روی دستگاه آسان‌تر، افزایش بهره‌وری است. علاوه بر این، وسایل شخصی اغلب لبه برش بیشتری دارند چون پروژه‌های جدید نه اغلب اتفاق نمی‌افتد. رضایت کارمندان، یا رضایت شغلی، با اجازه دادن به کاربر برای استفاده از این وسیله که آن‌ها به عنوان خودشان انتخاب کرده‌اند و نه یک انتخاب توسط تیم IT. همچنین به آن‌ها اجازه می‌دهد که یک دستگاه را به عنوان نقطه مقابل یکی برای کار و دیگری برای استفاده شخصی حمل کنند. صرفه‌جویی در هزینه‌ها می‌تواند در پایان شرکت رخ دهد زیرا آن‌ها در حال حاضر مسیول تجهیز کردن کارمند با یک وسیله هستند، اما تضمین نیست.

## معایب
اگر چه توانایی اجازه دادن به پرسنل برای کار در هر زمان از هر نقطه و در هر وسیله‌ای مزایای کسب‌وکار واقعی را فراهم می‌کند؛ همچنین خطرات قابل‌توجهی را به همراه می‌آورد. برای شرکت‌ها الزامی است که تدابیر امنیتی را در جای خود قرار دهند تا مبادا اطلاعات به دست نادرست برسد.
براساس یک نظرسنجی IDG، بیش از نیمی از ۱٬۶۰۰ نفر از ۱٬۶۰۰ نفر از کارکنان ارشد فناوری اطلاعات و فناوری تصمیم‌گیری خرید و فروش فناوری، موارد نقض جدی استفاده از دستگاه تلفن همراه را گزارش کرده‌اند.
خطرات مختلفی از BYODها و موسساتی مانند هیئت مشورتی کلاهبرداری در انگلستان به وجود می‌آیند که سازمان‌ها را تشویق می‌کنند که این‌ها را در نظر بگیرند و یک سیاست BYOD اتخاذ کنند.
امنیت BYOD قویا به مسئله نود نهایی مربوط می‌شود، که در آن از یک دستگاه برای دسترسی به شبکه‌های حساس و ریسک دار به‌طور خاص برای استفاده از اینترنت استفاده می‌شود (این مسئله معکوس نامیده می‌شود).
BYOD منجر به نقض داده‌ها شده‌است. به عنوان مثال، اگر یک کارمند از یک گوشی هوشمند برای دسترسی به شبکه شرکت استفاده کند و سپس آن تلفن را از دست بدهد، طرفین می‌توانند هر گونه اطلاعات نا امن در گوشی را بازیابی کنند.
یک نوع دیگر از شکاف امنیتی زمانی رخ می‌دهد که یک کارمند شرکت را ترک می‌کند، آن‌ها مجبور نیستند دستگاه را پس دهند، بنابراین کاربردهای شرکت و دیگر داده‌ها ممکن است هنوز روی وسیله آن‌ها وجود داشته باشد.
علاوه بر این، افراد گاهی وسایل خود را می‌فروشند و ممکن است فراموش کنند که پیش از فروش دستگاه یا انتقال آن به یک عضو خانواده اطلاعات حساس را از بین ببرند. اعضای مختلف خانواده اغلب وسایل ویژه‌ای از قبیل تبلت‌ها را به اشتراک می‌گذارند؛ یک کودک ممکن است بر روی لوح والدین خود بازی کند و به‌طور تصادفی محتویات حساس را از طریق ایمیل یا از طریق ابزارهای دیگر مانند Dropbox به اشتراک بگذارد.
بخش‌های امنیتی IT که مایل به نظارت بر کاربرد وسایل شخصی هستند باید اطمینان حاصل کنند که آن‌ها فقط فعالیت‌های مربوط به کار یا فعالیت‌هایی که به داده‌ها یا اطلاعات شرکت دسترسی دارند را زیر نظر دارند.
سازمان‌هایی که تمایل به اتخاذ یک سیاست BYOD دارند نیز باید در نظر بگیرند که چگونه این دستگاه‌ها که به زیرساخت شبکه سازمان متصل می‌شوند برای دستیابی به اطلاعات حساس از بدافزار محافظت می‌شود. به‌طور سنتی، اگر این دستگاه متعلق به سازمان باشد، سازمان قادر خواهد بود به آنچه که ابزار می‌تواند از آن استفاده کند یا اینکه سایت‌های عمومی از طریق دستگاه قابل‌دسترسی باشند را دیکته کند. یک سازمان به‌طور معمول می‌تواند انتظار داشته باشد که کاربران از دستگاه‌های خود برای اتصال به اینترنت از مکان‌های عمومی یا عمومی استفاده کنند. کاربران می‌توانند از حملات ناشی از مرور آزاد یا دسترسی بالقوه به سایت‌هایی که ممکن است حاوی مواد مضر باشند و امنیت دستگاه را به خطر بیندازند، آسیب‌پذیر باشند.
توسعه دهندگان نرم‌افزار و سازندگان وسایل به دلیل افزایش روزانه تعداد تهدیدات ناشی از بدافزار به‌طور مداوم وصله‌های امنیتی را آزاد می‌کنند. بخش‌های IT که از سازمان‌ها با یک سیاست BYOD پشتیبانی می‌کنند باید آماده باشند تا سیستم‌ها و فرایندهای لازم را در جایی که برای حفاظت از سیستم‌ها در برابر آسیب‌پذیری‌های شناخته‌شده در دستگاه‌های مختلف که ممکن است کاربران از آن استفاده کنند، اعمال کنند. به‌طور ایده‌آل، این بخش‌ها باید دارای سیستم‌های چابکی باشند که به سرعت پشتیبانی لازم برای دستگاه‌های جدید را اتخاذ کنند. پشتیبانی از طیف وسیعی از وسایل به‌طور واضح یک سربار اجرایی بزرگ را حمل می‌کند. سازمان‌ها بدون سیاست BYOD مزایای انتخاب تعداد کمی از دستگاه‌ها را در اختیار دارند، در حالی که سازمان‌های با سیاست BYOD نیز می‌تواند تعداد دستگاه‌های پشتیبانی شده را محدود کند، اما این می‌تواند هدف اجازه دادن به کاربران برای انتخاب کامل دستگاه اولویت آن‌ها باشد.
چندین بازار و سیاست برای رسیدگی به نگرانی‌های امنیتی BYOD از جمله مدیریت دستگاه‌های تلفن همراه، مجازی سازی و مجازی سازی برنامه ظهور کرده‌اند.
در حالی که MDM، سازمان‌ها را با توانایی کنترل کاربردها و محتوای بر روی دستگاه فراهم می‌کند، تحقیقات در ارتباط با حریم خصوصی کارمندان و مسایل قابلیت استفاده که منجر به مقاومت در برخی از سازمان‌ها می‌شود را آشکار کرده‌است.
مسائل مربوط به مسیولیت صنفی نیز هنگامی پدیدار شدند که شرکت‌ها پس از ترک سازمان، وسایل را از بین ببرند.
سپس به‌طور بالقوه با رقبای خود تماس می‌گیرد که می‌تواند منجر به از دست دادن کسب‌وکار برای شرکت‌های بزرگ شود.
تحقیقات بین‌المللی نشان می‌دهد که تنها ۲۰ ٪ از کارکنان سیاست BYOD را امضا کرده‌اند.
برای شرکت دشوار است که تکنولوژی‌های مصرفی را مدیریت کرده و کنترل کند و اطمینان حاصل کند که آن‌ها به نیازهای کسب‌وکار عمل می‌کنند. (۳۸) شرکت‌ها به یک سیستم مدیریت موجودی کارآمد نیاز دارند که مسیری را نگه می‌دارد که کارکنان از آن استفاده می‌کنند، جایی که دستگاه در آن استفاده می‌شود، چه از آن استفاده می‌شود، و چه نرم‌افزاری با آن تجهیز شده‌است.
اگر اطلاعات حساس، طبقه‌بندی‌شده یا جنایی بر روی دستگاه employee's دولت آمریکا قرار گیرد، دستگاه ضبط می‌شود.
مسئله مهم دیگر با BYOD، مقیاس پذیری و قابلیت است. بسیاری از سازمان‌ها امروزه فاقد زیرساخت شبکه مناسب برای رسیدگی به ترافیک بزرگی هستند که زمانی که کارکنان شروع به استفاده از دستگاه‌های مختلف می‌کنند، تولید خواهد شد. این روزها، کارکنان از دستگاه‌های تلفن همراه به عنوان وسایل اولیه خود استفاده می‌کنند و آن‌ها خواستار عملکردی هستند که به آن عادت دارند. تلفن‌های هوشمند پیش از این از داده‌های زیادی استفاده نمی‌کردند، اما گوشی‌های هوشمند امروزی می‌توانند به وب سایت‌هایی مانند اغلب کامپیوترهای شخصی دسترسی داشته باشند و برنامه‌هایی داشته باشند که از رادیو و صدا در پهنای باند بالا استفاده کنند، در نتیجه تقاضای روزافزون از زیرساخت WLANها را افزایش داده‌است.
در نهایت، در مورد بازپرداخت برای استفاده از یک دستگاه شخصی سردرگمی وجود دارد. حکم دادگاهی اخیر در کالیفرنیا، نیاز به بازپرداخت را در صورتی که یک کارمند ملزم به استفاده از دستگاه شخصی خود برای کار باشد، نشان می‌دهد. در موارد دیگر، شرکت‌ها می‌توانند در هدایت عوارض مالیاتی بازپرداخت و بهترین تجارب حول بازپرداخت برای استفاده از ابزار شخصی دچار مشکل شوند.

## شرکت به خودی خود، شرکت فعال (POCE)
دستگاه شخصی شخصی هر دستگاه تکنولوژی است که توسط یک فرد خریداری می‌شود و توسط آژانس صادر نمی‌شود. یک دستگاه شخصی شامل هر تکنولوژی قابل‌حمل مانند دوربین، درایوهای فلش یو اس یو، دستگاه‌های بی‌سیم موبایل، تبلت، لپ‌تاپ‌ها یا هر رایانه رومیزی شخصی است.

## مالک شرکت، شخصاً فعال (COPE)
به عنوان بخشی از تحرک اقتصادی، یک روش جایگزین متعلق به شرکتی است که متعلق به شرکت است (COPE). با این سیاست، شرکت دستگاه‌ها را خریداری می‌کند تا کارمندان خود را تأمین کند؛ کارکرد یک دستگاه خصوصی اجازه استفاده شخصی را می‌دهد.
این شرکت تمام این وسایل را به‌طور مشابه برای ساده‌سازی مدیریت IT خود نگه می‌دارد؛ سازمان اجازه خواهد داشت که بدون جریمه و بدون نقض حریم خصوصی کارمندان خود تمامی داده‌ها را بر روی دستگاه حذف کند.

## ملاحظات سیاست دیگر
سیاست‌های BYOD می‌تواند به شدت از سازمان به سازمان، بسته به نگرانی‌ها، ریسک‌ها، تهدیدها و فرهنگ متفاوت باشد. به این ترتیب، سیاست‌های BYOD می‌تواند در سطح انعطاف‌پذیری داده‌شده به کارمندان برای انتخاب نوع دستگاه متفاوت باشد. برخی از سیاست‌ها ممکن است محدوده‌ای محدود از وسایل را دیکته کنند. در رابطه با این موضوع، سیاست‌ها را می‌توان برای جلوگیری از داشتن تعداد غیرقابل مهار از انواع دستگاه‌های مختلف برای پشتیبانی از IT تهیه کرد. همچنین مهم است که مشخص کنیم که چه حوزه‌هایی از خدمات و حمایت، مسئولیت‌های کارمندان در مقابل مسئولیت شرکت است.
کاربران BYOD اغلب به پرداخت هزینه برای برنامه‌های داده‌ای خود با یک کمک‌هزینه از شرکت خود کمک می‌کنند. همچنین ممکن است یک جنبه سیاسی وجود داشته باشد که آیا یک کارمند باید برای پاسخ به تماس‌های تلفنی یا چک کردن ایمیل پس از ساعت‌ها یا در آخر هفته‌ها اضافه‌کاری کند. جنبه‌های سیاست اضافی ممکن است شامل نحوه مجوز استفاده، استفاده از ممنوع، اجرای مدیریت سیستم‌ها، رسیدگی به موارد نقض سیاست و رسیدگی به مسائل مربوط به مسئولیت باشد.
برای ثبات و وضوح، سیاست BYOD باید با سیاست کلی امنیت و سیاست استفاده قابل‌قبول ادغام شود.
برای کمک به تضمین انطباق و درک خط مشی، یک فرایند ارتباط و آموزش کاربر باید در محل و در جریان باشد.